# Megaphragma magniclava
Megaphragma magniclava är en stekelart som beskrevs av Yousuf och Shafee 1988. Megaphragma magniclava ingår i släktet Megaphragma och familjen hårstrimsteklar. Inga underarter finns listade i Catalogue of Life.